# Cottonwood (Colorado)
Cottonwood és una concentració de població designada pel cens dels Estats Units a l'estat de Colorado. Segons el cens del 2000 tenia 931 habitants.

## Demografia
Segons el cens del 2000, Cottonwood tenia 931 habitants, 336 habitatges, i 271 famílies. La densitat de població era de 408,5 habitants per km².
Dels 336 habitatges en un 50,3% hi vivien nens de menys de 18 anys, en un 70,5% hi vivien parelles casades, en un 7,1% dones solteres, i en un 19,3% no eren unitats familiars. En el 13,4% dels habitatges hi vivien persones soles el 0,3% de les quals corresponia a persones de 65 anys o més que vivien soles. El nombre mitjà de persones vivint en cada habitatge era de 2,77 i el nombre mitjà de persones que vivien en cada família era de 3,04.
Per edats la població es repartia de la següent manera: un 31,3% tenia menys de 18 anys, un 4,1% entre 18 i 24, un 58,3% entre 25 i 44, un 5,6% de 45 a 60 i un 0,8% 65 anys o més.
L'edat mediana era de 29 anys. Per cada 100 dones de 18 o més anys hi havia 100,6 homes.
La renda mediana per habitatge era de 64.013 $ i la renda mediana per família de 64.605 $. Els homes tenien una renda mediana de 51.693 $ mentre que les dones 30.500 $. La renda per capita de la població era de 23.179 $. Cap de les famílies estaven per davall del llindar de pobresa.

## Poblacions més properes
El següent diagrama mostra les poblacions més properes.